# Hygrocybe miniata
Hygrocybe miniata (Elias Magnus Fries, 1838 ex Paul Kummer, 1871), sin. Hygrophorus miniatus (Elias Magnus Fries, 1821 ex Elias Magnus Fries, 1838), este o specie saprofită de ciuperci comestibile din încrengătura Basidiomycota în familia Hygrophoraceae și de genul Hygrocybe, denumită în popor ciupercă roșie pitică. În România, Basarabia și Bucovina de Nord se dezvoltă adesea imediat după o perioadă de ploaie, în mod normal întotdeauna în grupuri, pe soluri sărace și nisipoase, ne-tolerând nici un îngrășământ, pe pajiști și fânețe umede (preferat pe cele montane) precum la marginea pădurilor de conifere și a cărărilor, dar de asemenea prin turbării. Timpul apariției este din iulie până toamna târziu înainte de primul ger.

## Taxonomie

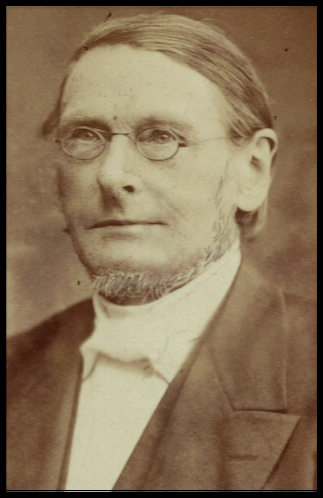
Paul Kummer

Renumitul micolog suedez Elias Magnus Fries a descris ciuperca drept Agaricus miniatus în volumul 1 al trilogiei sale Systema Mycologicum din 1821. El însuși a redenumit specia în Hygrophorus miniatus, hotărât nume binomial, de verificat în cartea sa Epicrisis systematis mycologici, seu synopsis hymenomycetum, din 1838.
Apoi, în 1871, micologul german Paul Kummer a transferat specia la genul Hygrocybe sub păstrarea epitetului în marea sa lucrare Der Führer in die Pilzkunde: Anleitung zum methodischen, leichten und sicheren Bestimmen der in Deutschland vorkommenden Pilze mit Ausnahme der Schimmel- und allzu winzigen Schleim- und Kern-Pilzchen, fiind numele valabil până în prezent (2023).
Epitetul specific este derivat din cuvântul latin (latină miniatus=roșu de cinabru, datorită aspectului pălăriei.

## Descriere

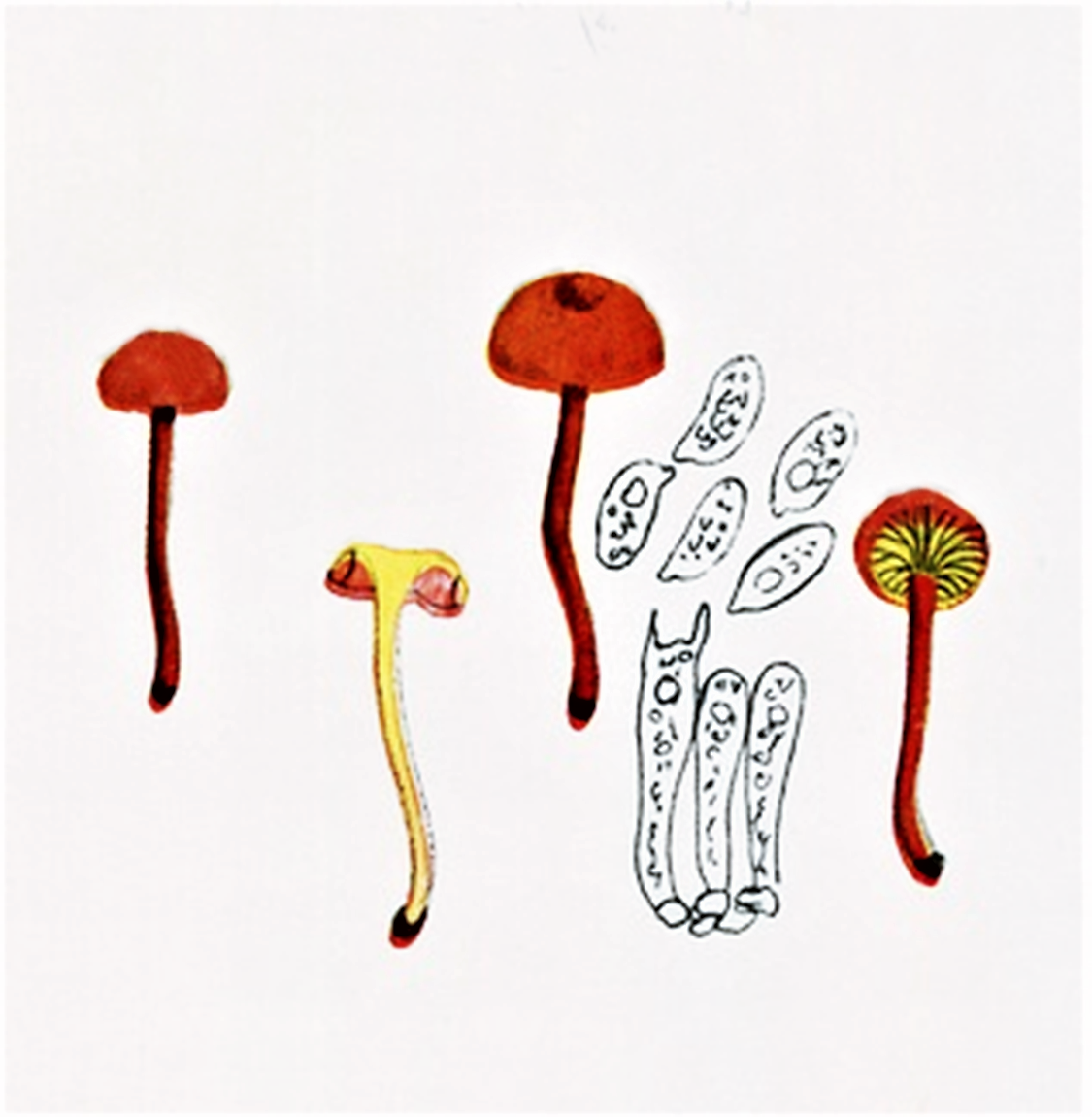
Bres.: Hygrophorus miniatus

- Pălăria: are un diametru între 2 și 5 cm, este subțire, fragilă, higrofilă, inițial semisferică, apoi pentru mult timp convexă, în formă de cupolă și în sfârșit aplatizată, dar nu cocoșată, cu marginile slab ondulate și uneori crăpate precum ușor canelate. Cuticula este fin solzoasă, pe timp frumos uscată, la umezeală lipicioasă, aproape vâscoasă, coloritul fiind galben-portocaliu, roșu-portocaliu sau roșiatic (depinde de variație[11]). Se decolorează adesea ceva la bătrânețe. Nu înnegrește după apăsare sau leziune.
- Lamelele: sunt spațiate, destul de groase, dar nu bulboase, inegale, cu lameluțe intercalate de lungime diferită, lat aderate la picior, fiind de un colorit gălbui. Muchiile sunt albicioase și nu dințate.
- Piciorul: are o lungime de 3 la 6 cm și o grosime de 0,5 până la 0,8 cm, este ușor detașabil de pălărie, neted și ne-fibros, cilindric, adesea ușor curbat, subțiat la bază și gol pe dinăuntru. Coloritul seamănă celui al pălăriei, dar este spre bază mai deschis. Nu se colorează prin rupere în negru.
- Carnea: galbenă care nu se colorează în contact cu aerul după o secțiune este apoasă, subțire și friabilă, mirosul fiind imperceptibil și gustul plăcut.[4][5][6]
- Caracteristici microscopice: are spori lunguieți-elipsoidali, netezi, hialini (translucizi), având o mărime de 9-11 x 5,5-6,5 microni. Praful lor este alb. Basidiile cu 4 spori în formă de măciucă destul de subțire măsoară 40-50 x 7-9 microni.[12]
- Reacții chimice: carnea colorează apă galben ca sulful.[13]

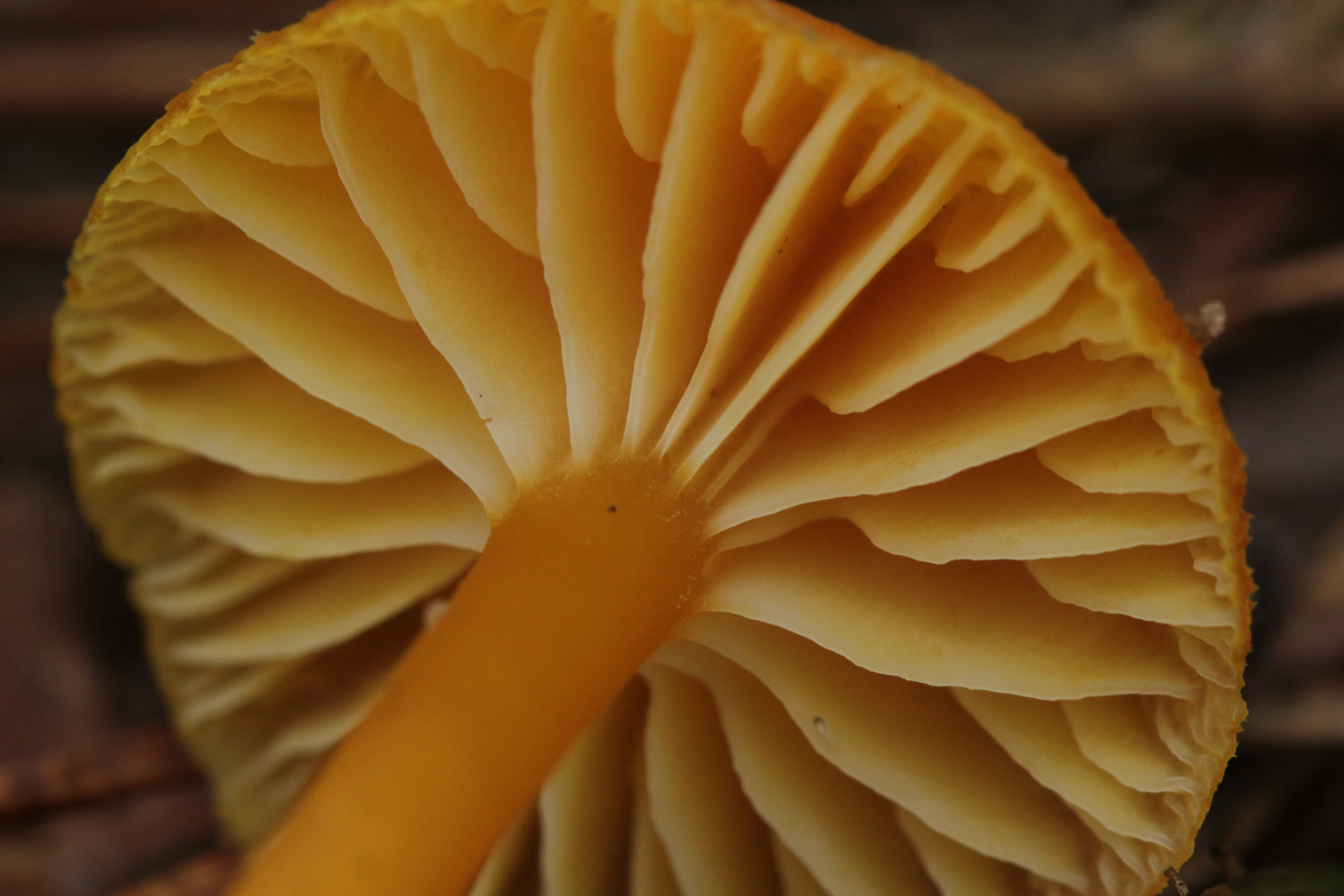
H. miniata, lamele din apropiere
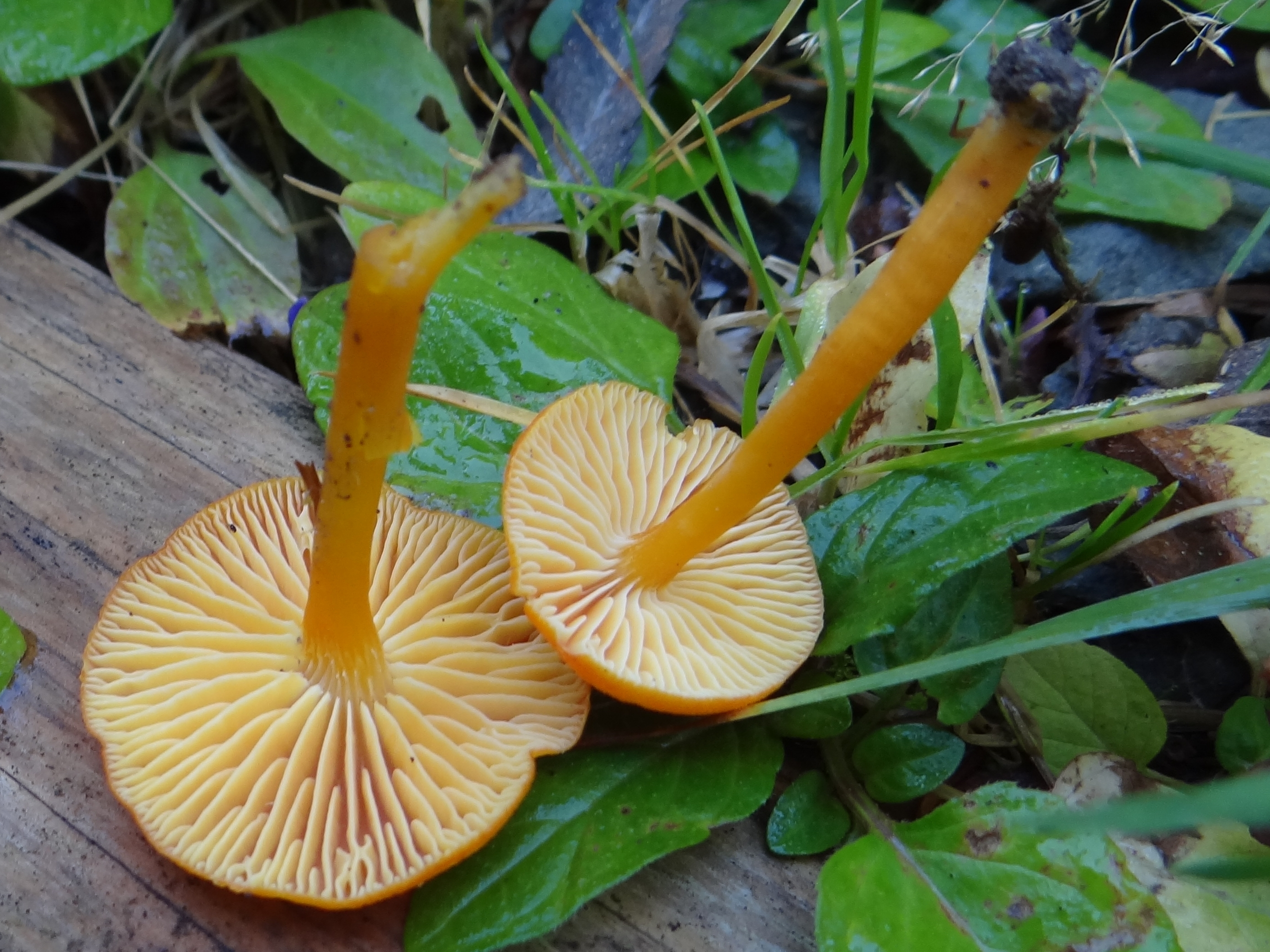
H. miniata, lamele și picior
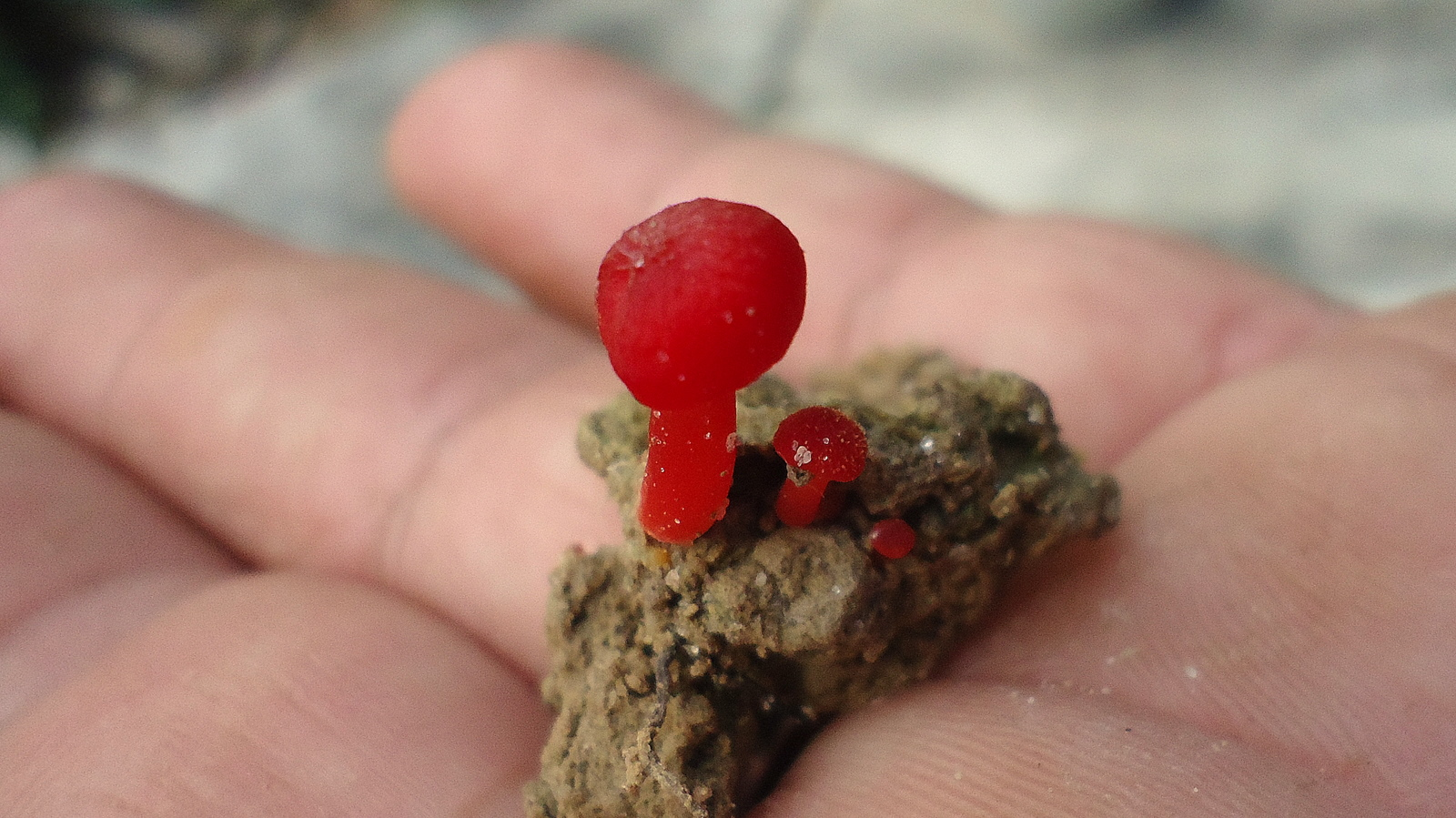
Hygrocybe miniata foarte tinere
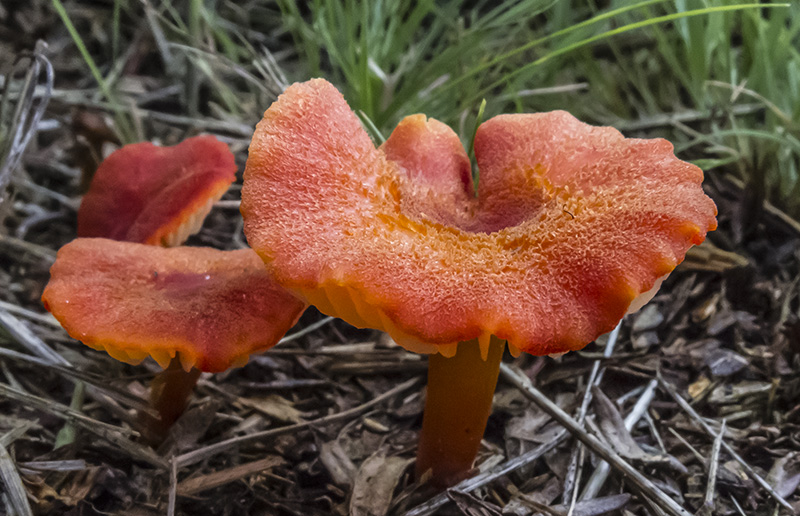
H. miniata bătrână
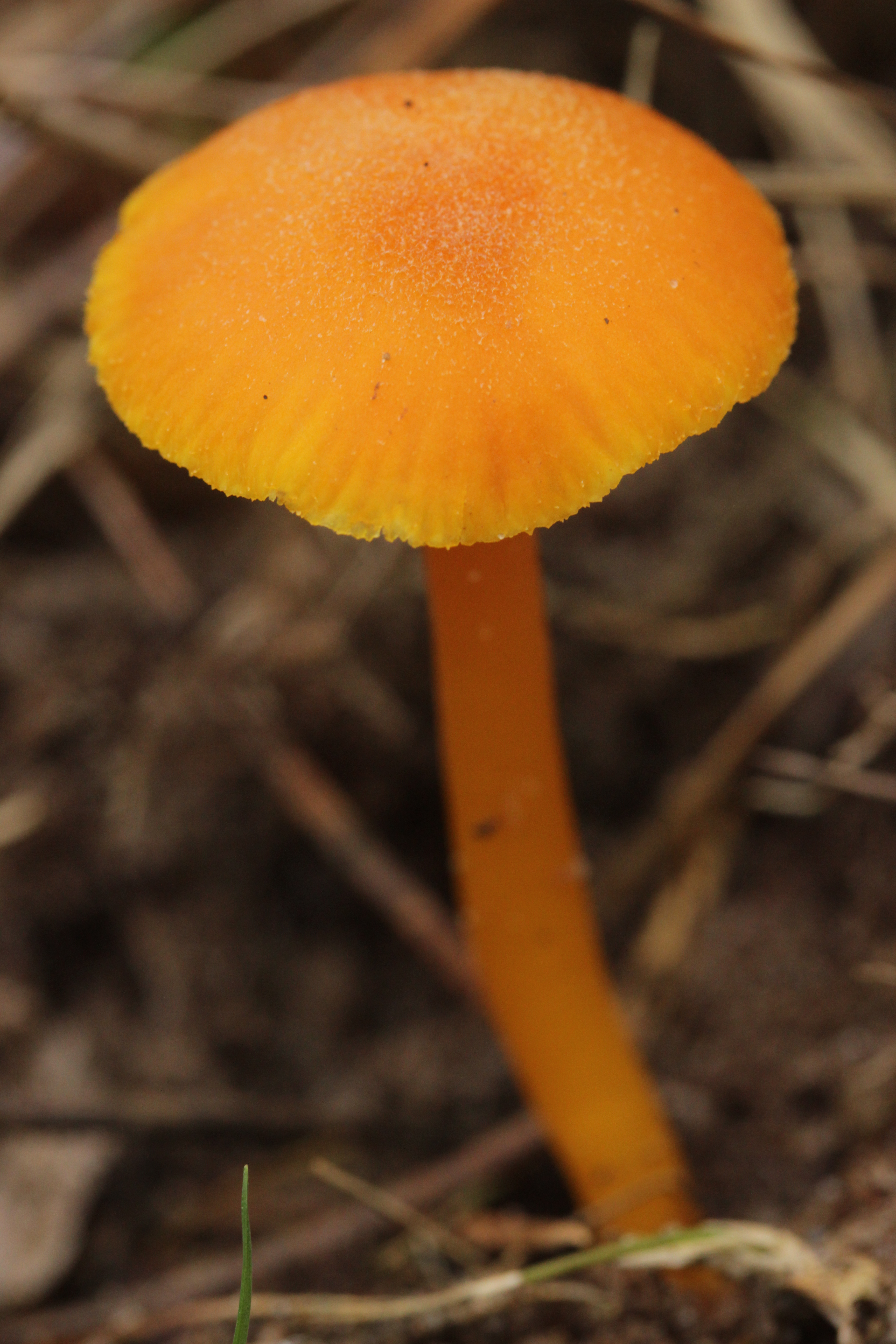
H. miniata, variație gălbuie

## Confuzii
Această ciupercă poate fi confundată în primul rând cu amara și mai mica Hygrocybe mucronella (probă), mai departe cu  comestibilele Hygrocybe aurantiosplendens, Hygrocybe cantharellus (comestibilă), Hygrocybe ceracea (fără valoare culinară), Hygrocybe chlorophana, Hygrocybe coccinea, Hygrocybe intermedia, Hygrocybe punicea, sau Hygrocybe splendidissima, dar, de asemenea, cu otrăvitoarele Hygrocybe conica și Hygrocybe nigrescens care înnegresc la bătrânețe, leziune sau tăiere.

## Specii asemănătoare în imagini

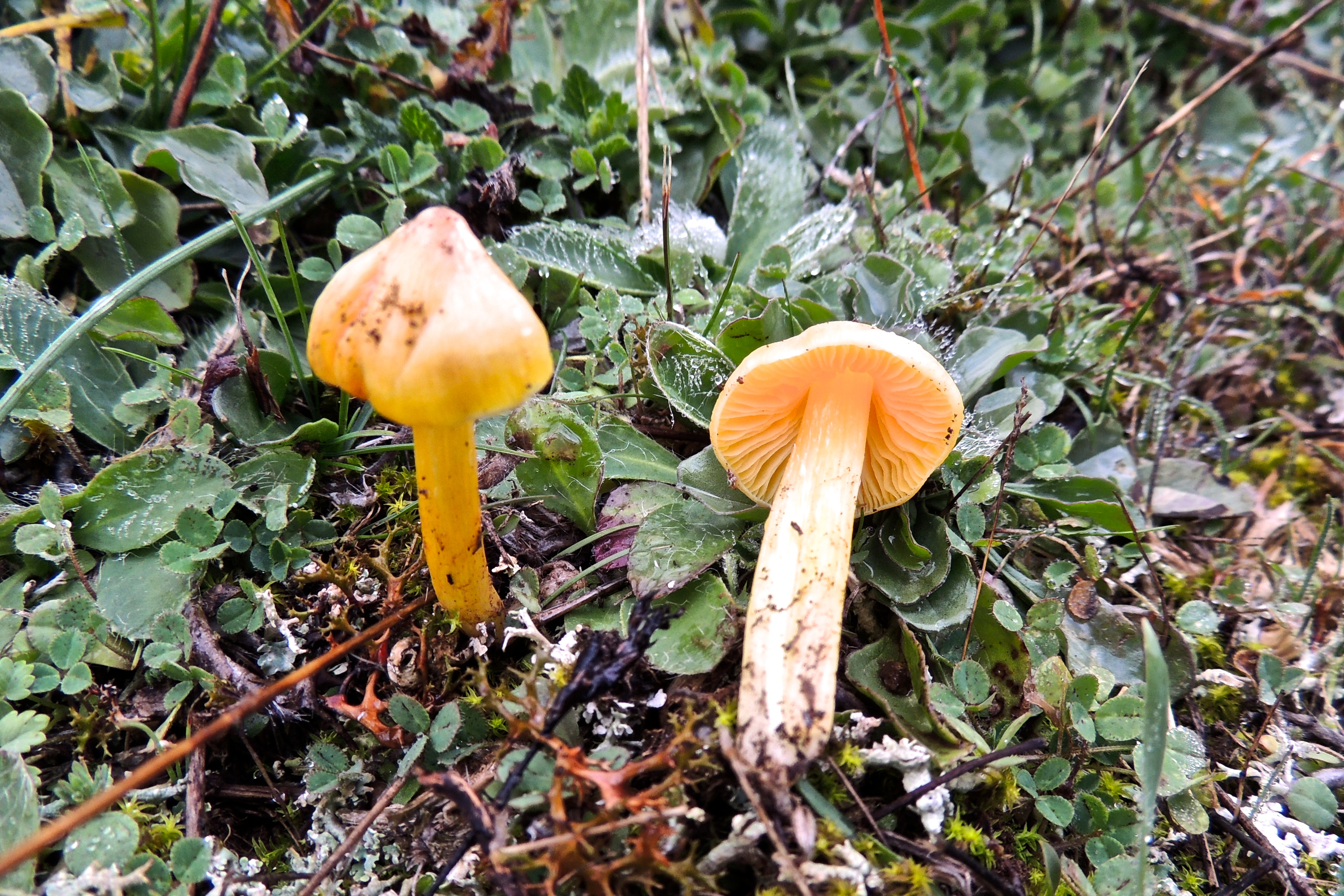
Hygrocybe aurantiosplendens
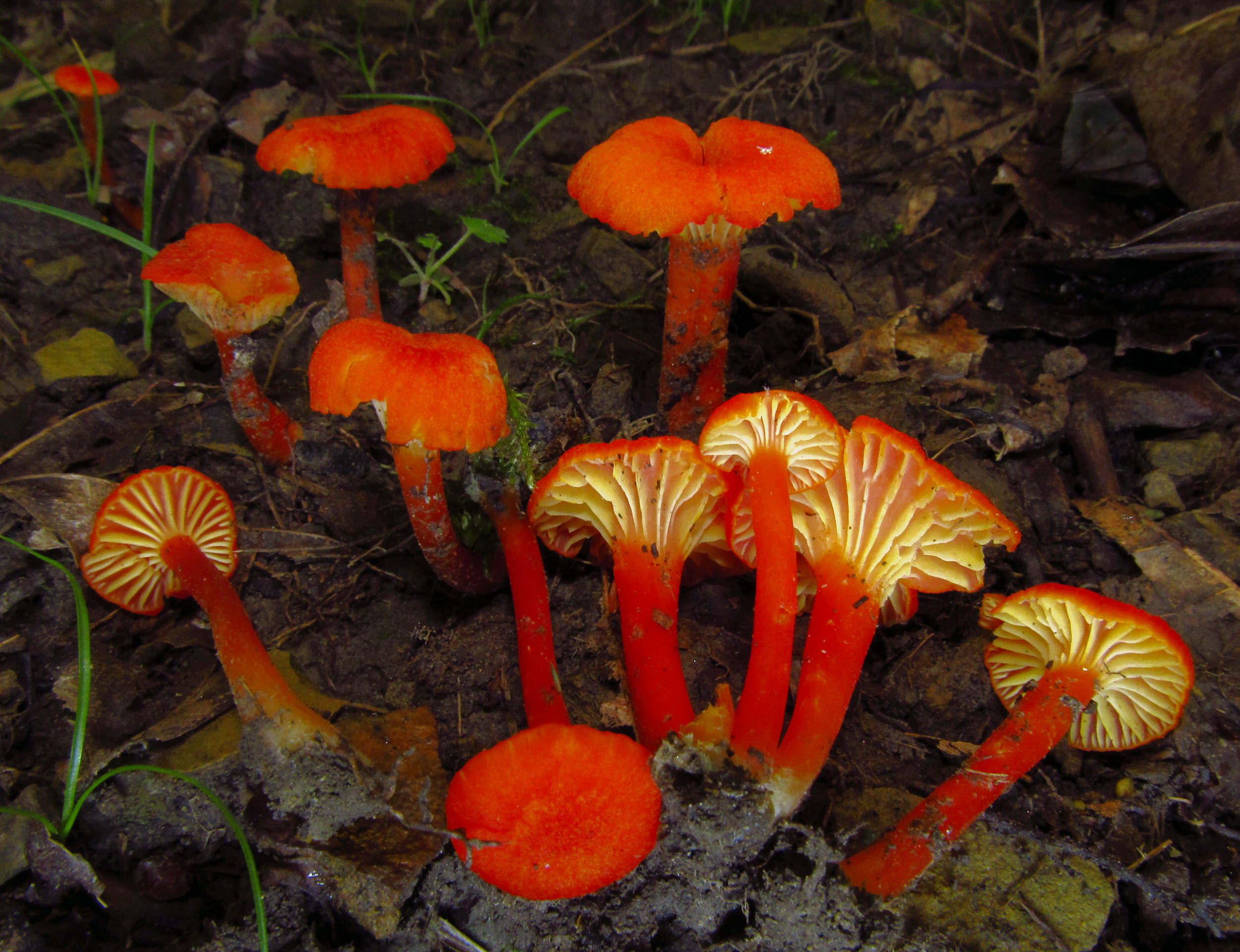
Hygrocybe cantharellus
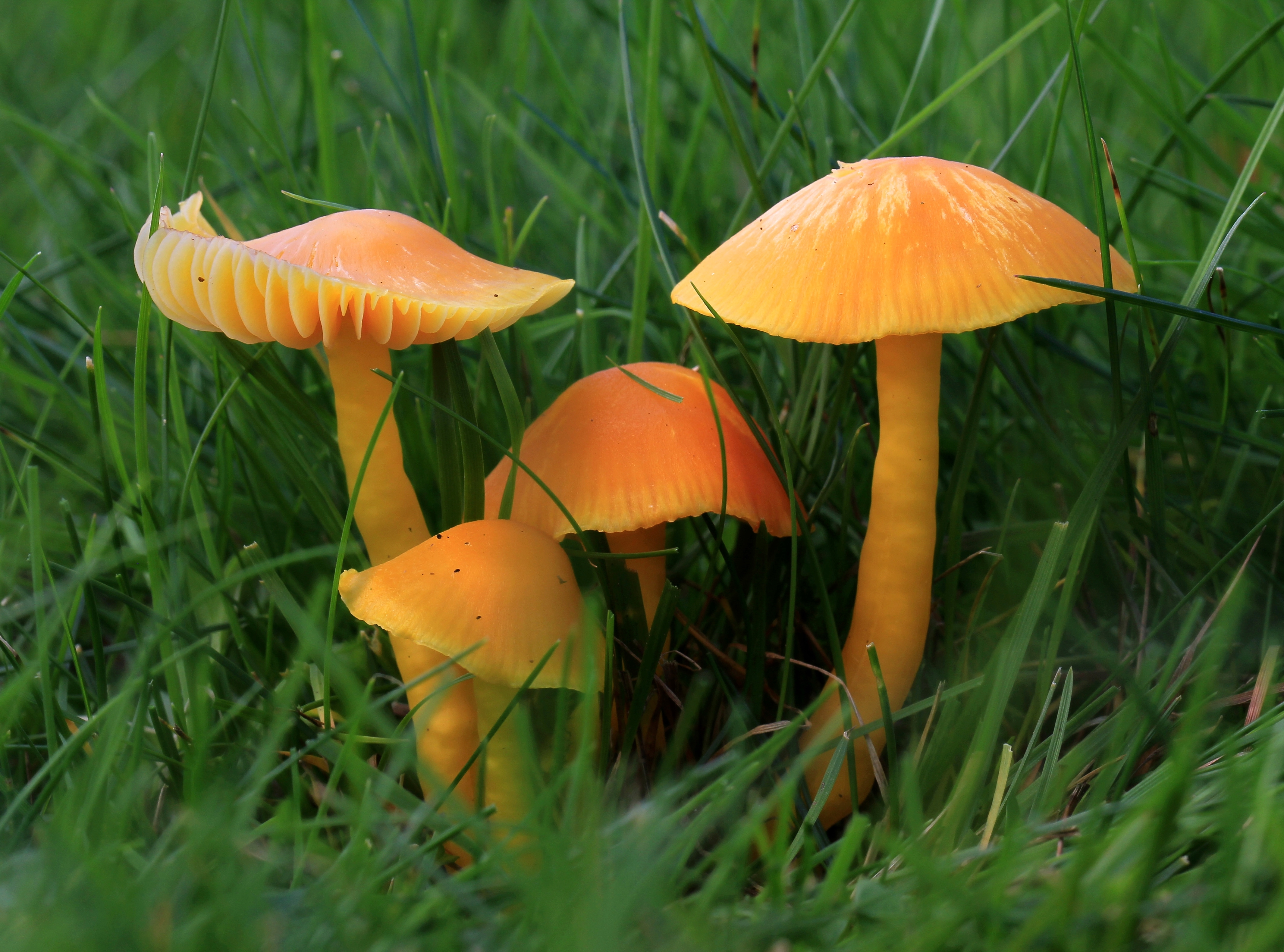
Hygrocybe ceracea
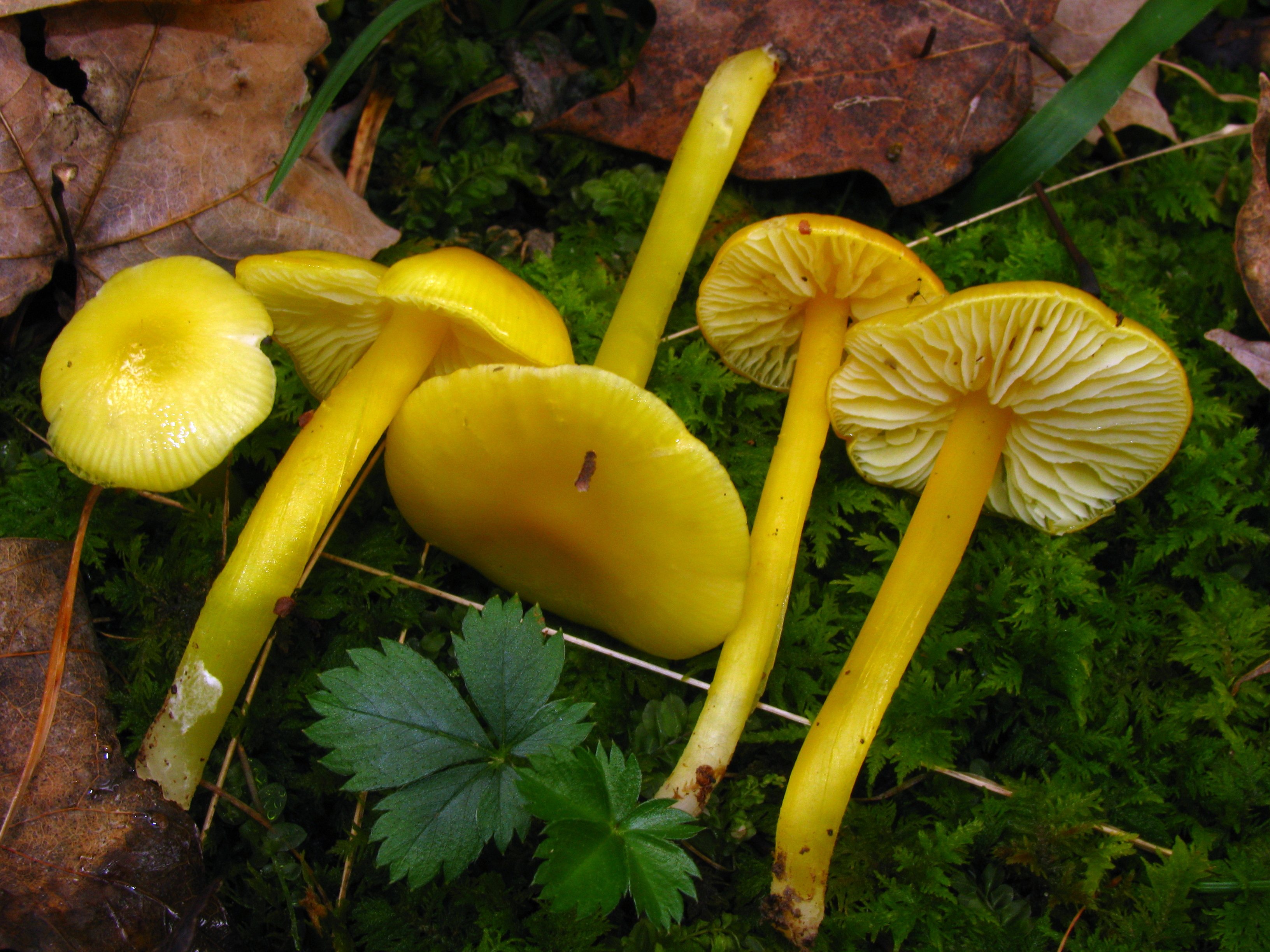
Hygrocybe chlorophana
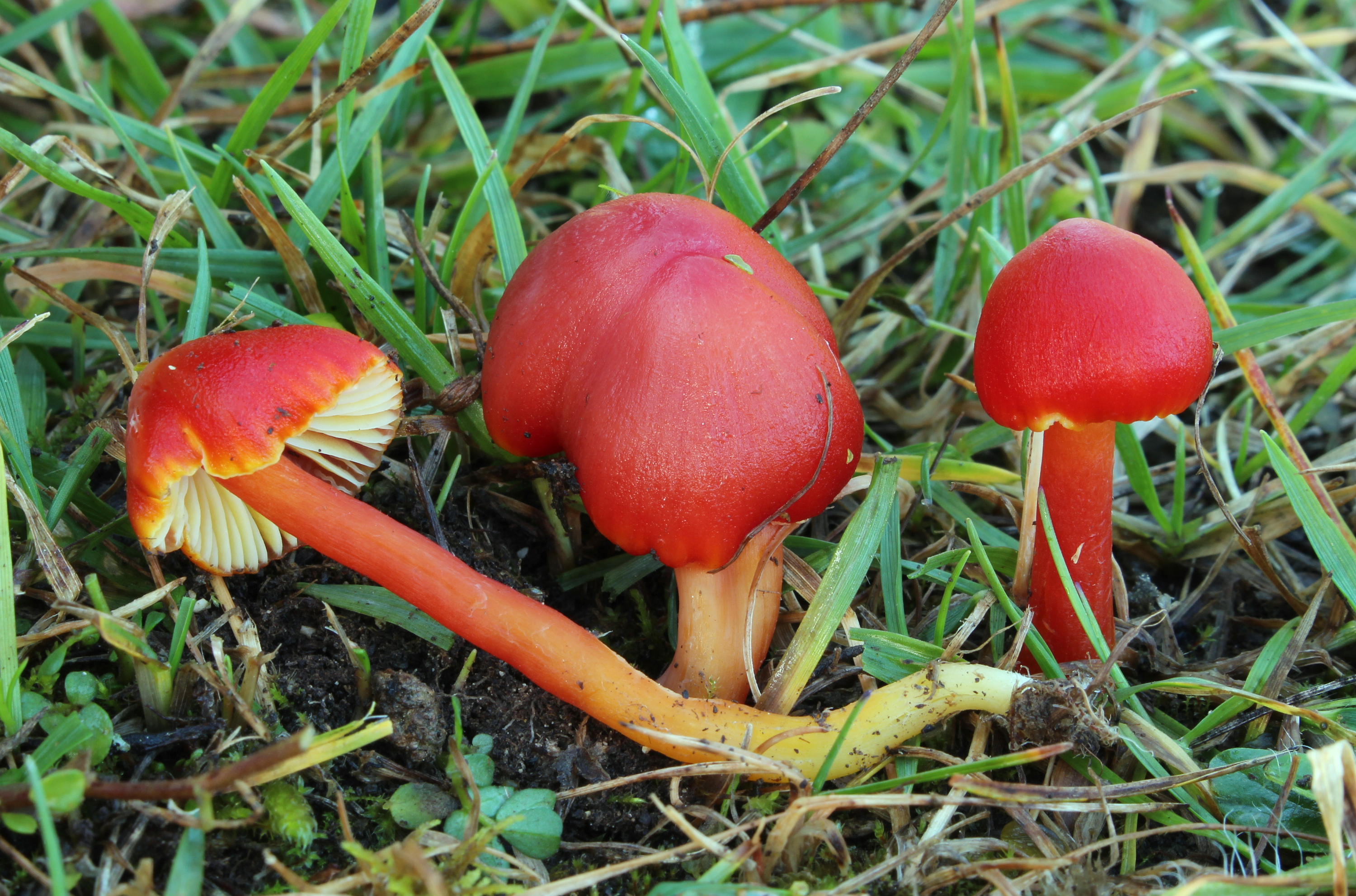
Hygrocybe coccinea
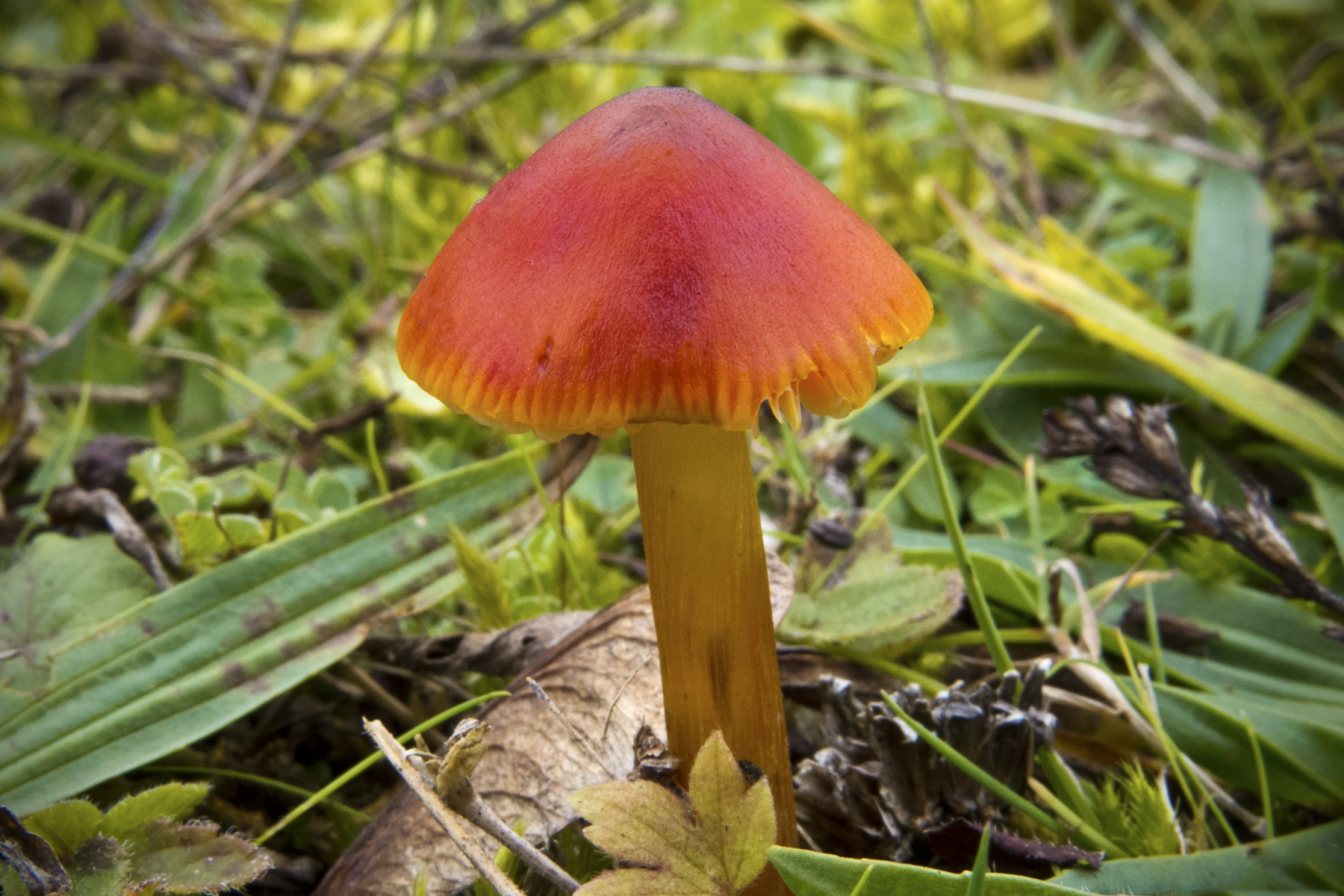
!!Hygrocybe conica!!

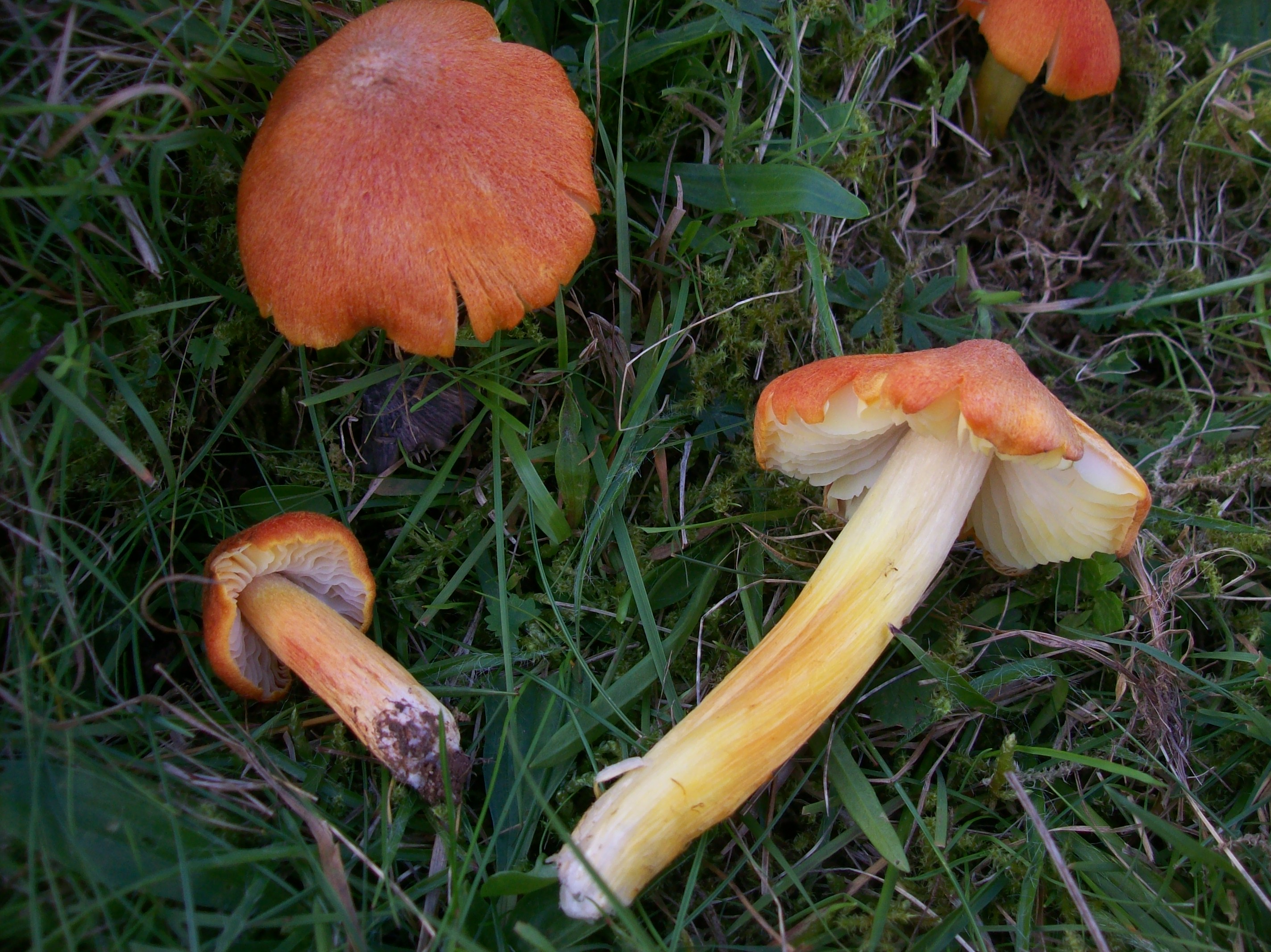
Hygrocybe intermedia
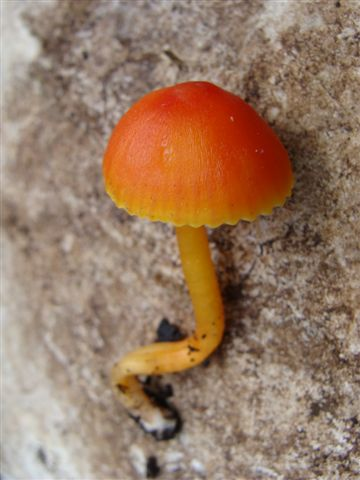
!Hygrocybe mucronella!
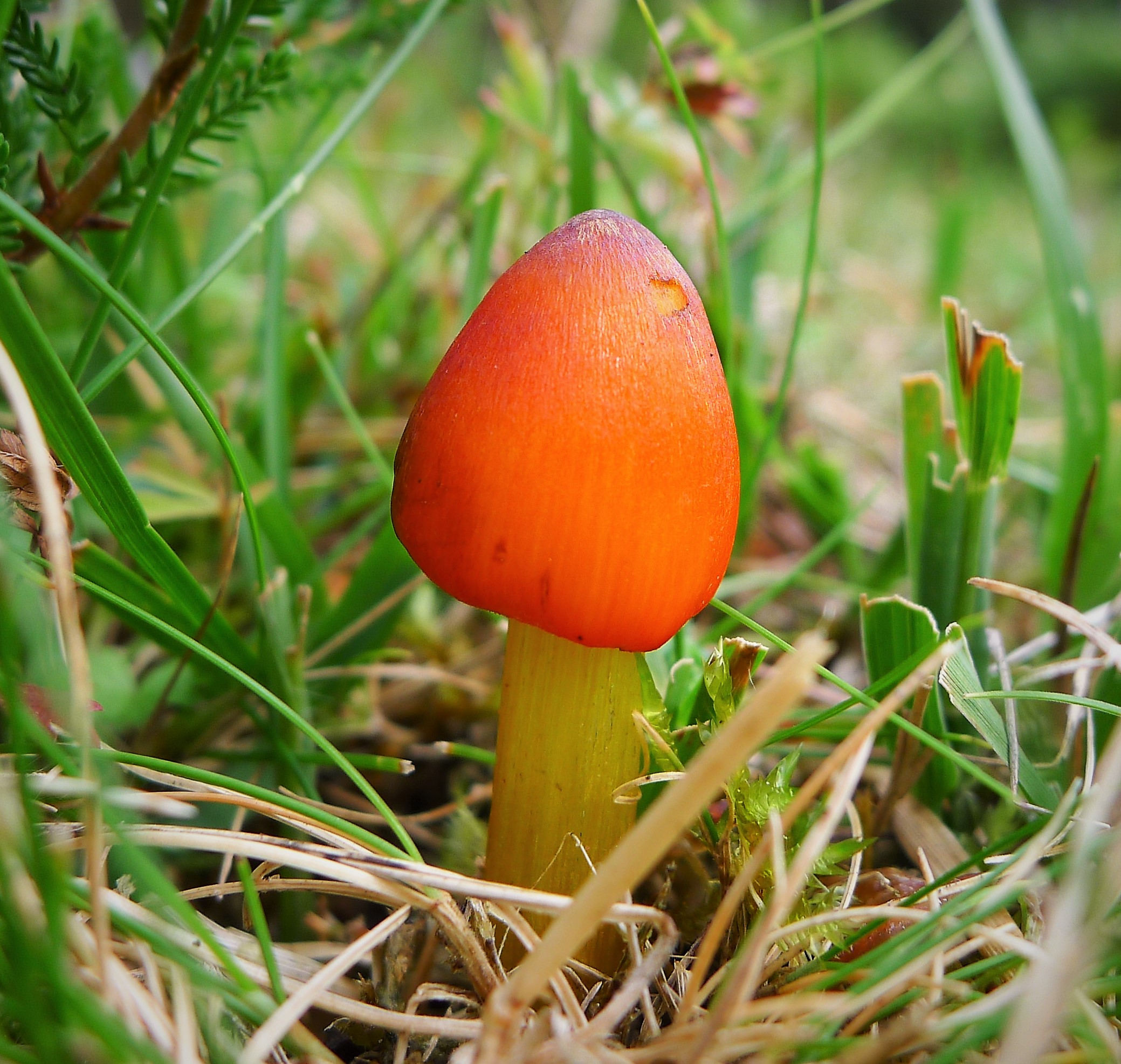
!!Hygrocybe nigrescens!!
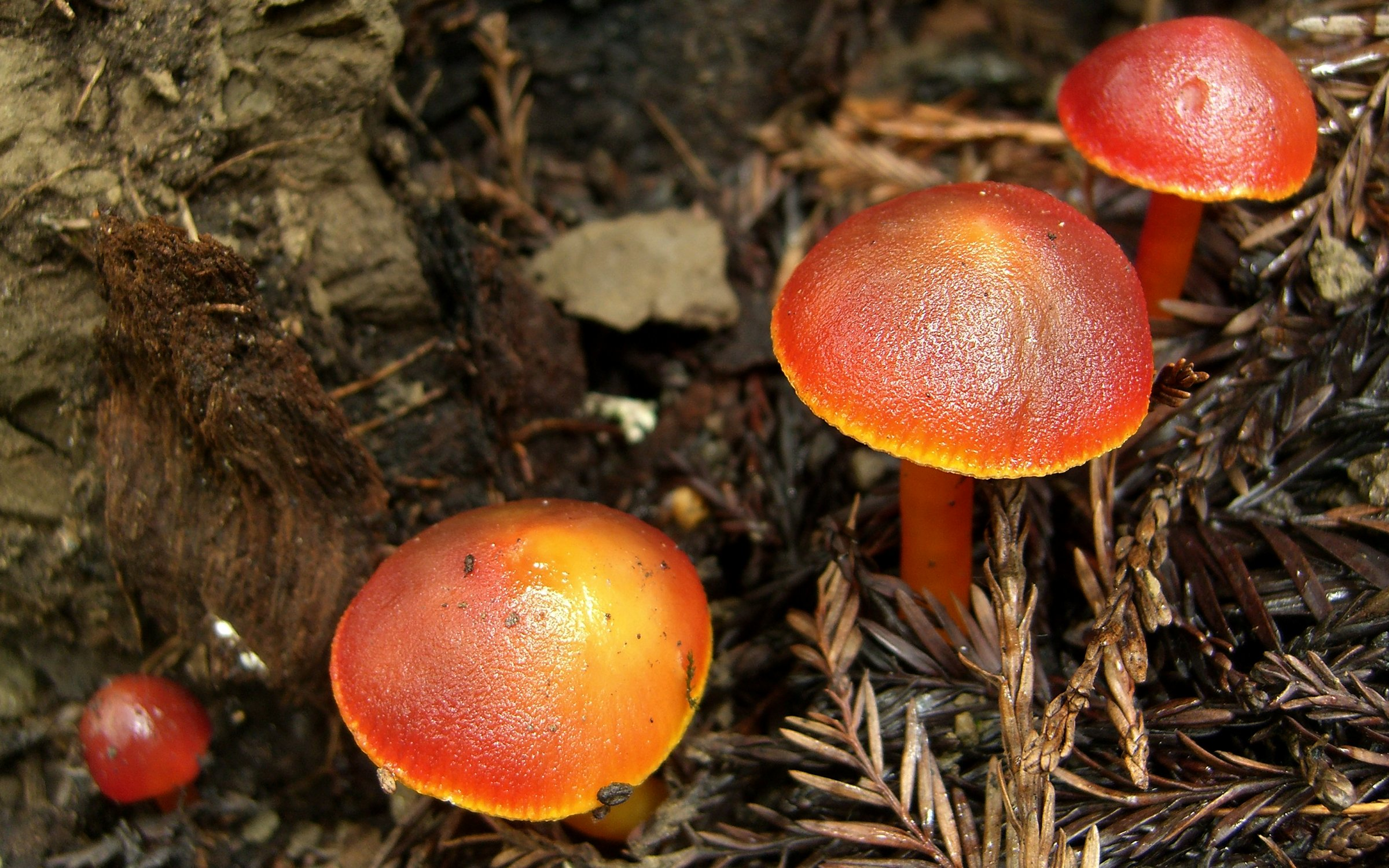
Hygrocybe punicea
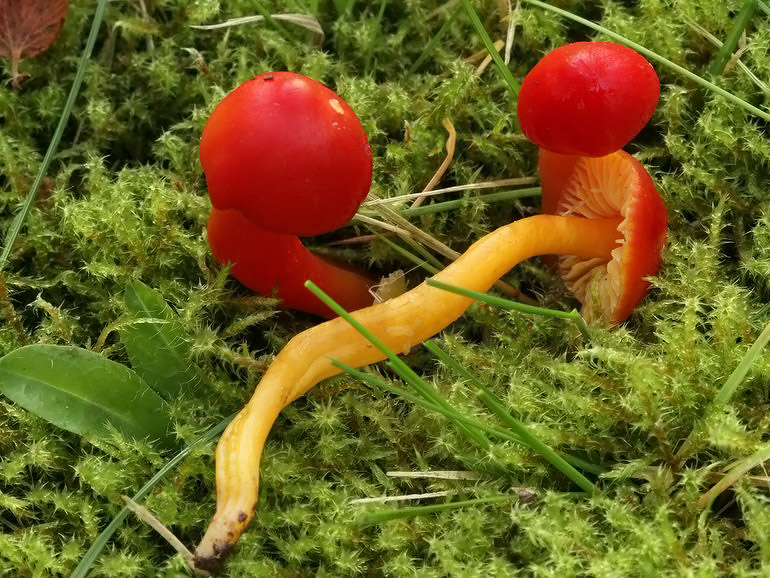
Hygrocybe splendidissima

## Valorificare
Această specie poate fi preparată, tăiată fin într-o mâncare cu alte soiuri de ciuperci. Luce Höllthaler recomandă prepararea ca supă cremoasă împreună cu conopidă, ceapă, smântână și verdețuri precum ca adăugare la legume franțuzești, de exemplu Ratatouille. Nu se potrivește pentru uscare. Ciuperca roșie pitică este de calitate culinară mai inferioară în comparație cu alte soiuri comestibile ale genului Hygrocybe.